# Jan Petersen
Jan Bo Petersen (nascido em 28 de julho de 1970) é um ex-ciclista dinamarquês. Ele foi eleito o ciclista do ano na Dinamarca em 1990 e 1991 pelos leitores da revista Cykling Sport & Motion. Ganhou a medalha de bronze na perseguição por equipes masculina nos Jogos Olímpicos de Verão de 1992.